# 大野義啓
大野 義啓（おおの よしひろ、1975年8月14日 - ）は兵庫県出身の元柔道家。鍼灸師。柔道整復師。在日韓国人3世で本名は姜義啓朝: 강의계。
韓国の100kg超級および無差別級の柔道代表として2000年アジア柔道選手権大会銅メダル、1999年夏季ユニバーシアード銅メダル、2001年世界柔道選手権大会無差別級ベスト8。

## 来歴
在日韓国人3世として明石市に生まれる。小学5年生の時に地元道場、陽明館に通う。中学卒業後は岡山県作陽高等学校を経て天理大学体育学部に進学、卒業後はダイコロに所属。韓国代表として1999年夏季ユニバーシアード100kg超級で銅メダル、2000年アジア柔道選手権大会100kg超級でも銅メダルを獲得。
2001年世界柔道選手権大会無差別級も韓国代表として出場、韓国の在日韓国人代表は1979年世界柔道選手権大会パリで銅メダルを獲得した朴英哲（井上英哲）以来となったが、結果はベスト8に終わった。
2002年、中国国際柔道選手権大会無差別級で優勝。
2003年世界柔道選手権大会も蒋聖皓の負傷により韓国代表に選ばれたが、エントリーにとどまった。
2007年に引退後、大阪で鍼灸院を開業、スポーツトレーナーとしても活動している。

## 主な戦績
- 1999年 - ユニバーシアード柔道競技　3位
- 2000年 - アジア柔道選手権大会　3位
- 2001年 - 世界柔道選手権大会　ベスト8
- 2002年 - 中国国際柔道選手権大会　1位、無差別級　3位
- 2003年 - 大阪世界柔道選手権大会　出場
- 2005年 - 第60回晴れの国岡山国体　4位